# James Newman (cantor)
James Richard Newman (North Yorkshire, Inglaterra; 18 de outubro de 1985) é um cantor e compositor britânico, irmão do cantor John Newman. E Nos Brit Awards de 2014, ele ganhou o melhor single britânico do ano como co-autor de «Waiting All Night».
O artista iria representar o Reino Unido no Festival Eurovisão da Canção 2020, em Roterdão, nos Países Baixos, com a música «My Last Breath»". No entanto, o festival foi cancelado devido à pandemia de COVID-19. Assim, a televisão pública britânica, BBC, voltou a dar-lhe uma oportunidade no festival de 2021, desta vez com a canção «Embers».

## Biografia

### Inícios
Quando criança, James interessou-se por música, escreveu e produziu canções com seu irmão mais novo, John Newman. Aos 20 anos, fixou-se como compositor em Londres, e em 2013 ele co-escreveu o hit «Waiting All Night», de Rudimental com Ella Eyre. A canção liderou as listas de singles do Reino Unido. Por esta canção, ele e Jonny Harris ganharam o «Brit Award de Single Britânico do Ano», nos Brit Awards de 2014.
Tempo depois, James co-escreveu com seu irmão John Newman e com Calvin Harris a canção «Blame», com vocais de John. A canção, um sucesso internacional, liderou a lista de músicas mais tocadas no Reino Unido, além de atingir o pico na Escócia, Países Baixos, Suécia, Noruega, Finlândia e México. Alcançou a posição 19 na «Billboard Hot 100» e liderou a lista Billboard Hot Dance / Electronic Songs nos Estados Unidos.
Newman também foi co-compositor de várias canções, incluindo «Let 'Em Talk» no álbum Rainbow de 2017 da Kesha e «Coping» para Toni Braxton em seu álbum Sex & Cigarettes de 2018.
James foi vocalista em várias canções, incluindo o sucesso de 2018 «Therapy» do DJ neerlandês Armin van Buuren. A canção ficou nas listas das músicas mais tocadas nos Países Baixos, Bélgica e Estados Unidos. No mesmo ano participou da música «Lights Go Down», do produtor musical norueguês e DJ Matoma em seu álbum «One in a Million». Em 2019, ele participou da música «High on Your Love» de Armin van Buuren.

### 2020–2021: Festival Eurovisão da Canção e «The Things We Do»
A 27 de fevereiro de 2020, a BBC anunciou que Newman representaria o Reino Unido no Festival Eurovisão da Canção 2020 em Roterdão, nos Países Baixos. A música escolhida para a participação foi «My Last Breath», que Newman co-escreveu com Adam Argyle, Ed Drewett e Iain James. No entanto, o evento de 2020 foi cancelado posteriormente devido à pandemia COVID-19.
A 17 de julho de 2020, James lançou seu primeiro EP chamado «The Things We Do», que inclui os singles «My Last Breath», «Enough» e «Better Man».
Foi anunciado a 19 de fevereiro de 2021 que James, de facto, representará o Reino Unido no Festival Eurovisão da Canção 2021. Como membro do Big 5 da competição, o Reino Unido se qualificará diretamente para a final no sábado, 22 de maio de 2021. Numa entrevista ao Newsbeat, Newman afirmou: «Sinto que todo mundo quer uma festa e se divertir, então quando eu estava a escrever a canção, era o que eu tinha na cabeça. Queria algo que as pessoas pudessem dançar, mesmo que fosse só na cozinha». A música «Embers» foi lançada a 11 de março de 2021.

## Discografia

### EP
- 2020 – The Things We Do

### Singles
- 2016 – If You're Not Going to Love Me (con i DC Breaks)
- 2018 – Therapy (com Armin van Buuren)
- 2019 – High on Your Love (com Armin van Buuren)
- 2020 – My Last Breath
- 2020 – Enough
- 2020 – Better Man
- 2020 – Alone
- 2020 – Things We Do
- 2021 – Embers

### Colaborações
- 2015 – Coming Home (Arno Cost feat. James Newman)
- 2015 – Daylight to Midnight (Night Safari feat. James Newman)
- 2018 – Head Up (Don Diablo feat. James Newman)
- 2018 – Lights Go Down (Matoma feat. James Newman)
- 2020 – Slow Lane (Armin Van Buuren feat. James Newman)

### Peças musicais escritas por James Newman
| Ano  | Artista              | Álbum                           | Canção                                                | Co-autor |
| ---- | -------------------- | ------------------------------- | ----------------------------------------------------- | --- |
| 2013 | Rudimental           | Home                            | Waiting All Night (feat. Ella Eyre)                   | Amir Izadkhah, Piers Aggett, Kesi Dryden, Johnny Harris |
| 2014 | Calvin Harris        | Motion                          | Blame (feat. John Newman)                             | Adam Wiles, John Newman |
| 2014 | Gorgon City          | Sirens                          | Try Me Out (feat. Anne-Marie)                         | Kye Gibbon, Matthew Robson-Scott, Jonny Coffer, Anne-Marie Nicholson |
| 2014 | Union J              | You Got It All - The Album      | Get It Right                                          | George Shelley, Timothy Powell, Mary Leay |
| 2015 | Arno Cost            | –                               | Coming Home (feat. James Newman)                      | Vadim Constentin, Katherine Syren-Russell, Johnny Harris |
| 2015 | Jess Glynne          | I Cry When I Laugh              | It Ain't Right                                        | Jessica Glynne, Finlay Dow-Smith |
| 2015 | Jess Glynne          | I Cry When I Laugh              | No Rights, No Wrongs                                  | Jess Glynne, Janee Bennett, Andrew Knox Brown, Jonny Coffer, Finlay Dow-Smith |
| 2015 | Little Mix           | Get Weird                       | Love Me Like You                                      | Camille Purcell, Steve McCutcheon, Iain Farquarson |
| 2015 | Rudimental           | We the Generation               | Lay It All on Me (feat. Ed Sheeran)                   | Amir Izadkhah, Piers Aggett, Kesi Dryden, Leon Rolle, Johnny Harris, Adam Eaglefield, Jacob Manson, Edward Sheeran, Gavin Slater, Lasse Peterson, Maxwell McElligott, James Luke Wood                                |
| 2015 | Rudimental           | We the Generation               | Too Cool (feat. Ella Eyre)                            | Amir Izadkhah, Piers Aggett, Kesi Dryden, Leon Rolle, Ella McMahon, Johnny Harris |
| 2015 | Rudimental           | We the Generation               | All That Love (feat. Anne-Marie)                      | Amir Izadkhah, Piers Aggett, Kesi Dryden, Leon Rolle, Johnny Harris, Wayne Hector, Julie Frost, Nicholas Gale |
| 2015 | Foxes                | All I Need                      | Amazing                                               | Louisa Rose Allen, Martin Brammer, Jonny Lattimer |
| 2016 | Diztortion           | –                               | I'll Be There                                         | Raoul Chen, Eyelar Mirzazadeh |
| 2016 | Netsky               | III                             | High Alert (feat. Sara Hartman)                       | Boris Daenan, Johnny Harris, Daniel Watts |
| 2016 | Matoma               | Hakuna Matoma, One in a Million | False Alarm (con Becky Hill)                          | Thomas Lagergren, Rebecca Hill, Kara DioGuardi, Daniel Heløy Davidsen, Peter Wallevik, Mich Hansen |
| 2016 | Havana Brown         | –                               | Like Lightning (feat. Dawin)                          | Angelique Meunier, Kesha Sebert, Stuart Crichton, Dawin Polanco |
| 2016 | Kaiser Chiefs        | Stay Together                   | Why Do You Do It to Me?                               | Charles Wilson, Andrew White, Simon Rix, Nicholas Baines, Vijay Mistry, Brian Higgins, Toby Scott, Nicholas Coler |
| 2016 | Olly Murs            | 24 Hrs                          | Read My Mind                                          | Oliver Murs, Steve Robson, Edward Drewett |
| 2017 | Digital Farm Animals | –                               | Digital Love (feat. Hailee Steinfeld)                 | Nicholas Gale, Daniel Heløy Davidsen, Peter Wallevik, Mich Hansen, Daniel Stein, Willem van Hanegem, Ward van der Harst                                                                                              |
| 2017 | Brendan Murray       | –                               | Dying to Try                                          | Jörgen Elofsson |
| 2017 | Kesha                | Rainbow                         | Let Em Talk                                           | Kesha Sebert, Stuart Crichton |
| 2017 | Daya                 | –                               | New                                                   | Grace Tandon, Brett McLaughlin, Mikkel Eriksen, Tor Hermansen, Nolan Lambroza |
| 2017 | Jessie Ware          | Glasshouse                      | First Time                                            | Jessica Ware, Finlay Dow-Smith |
| 2017 | Guy Sebastian        | Conscious                       | Keep Me Coming Back                                   | Guy Sebastian, Emma Walker, Lionel Towers |
| 2017 | Alexandru            | –                               | Sellotape                                             | Jack Walton, Fiona Bevan, Maegan Cottone |
| 2018 | Don Diablo           | Future                          | Head Up (feat. James Newman)                          | Don Schipper, Richard Boardman, Pablo Bowman |
| 2018 | John Newman          | –                               | Fire in Me                                            | John Newman, Philip Plested, David "Dehiro" Mørup |
| 2018 | Toni Braxton         | Sex & Cigarettes                | Coping                                                | Toni Braxton, David Gibson, Stuart Crichton |
| 2018 | The Shires           | Accidentally on Purpose         | Stay the Night                                        | Edward Sheeran, Johnny McDaid, John Newman |
| 2018 | Armin van Buuren     | Balance                         | Therapy (feat. James Newman)                          | Armin van Buuren, Benno de Goeij, Busbee |
| 2018 | Dan Caplen           | –                               | Trouble (feat. Ms Banks)                              | Daniel Caplen, Sophie Cooke, Frederik Eichen |
| 2018 | Jess Glynne          | Always in Between               | All I Am                                              | Jessica Glynne, Janee Bennett, Sophie Cooke, Bastian Langebaek, Sandy Rivera, Jay "Sinister" Sealee |
| 2018 | Matoma               | One in a Million                | Lights Go Down (featuring James Newman)               | Thomas Lagergren, Matt Simons, Tushar Apte, Hanni Ibrahim, Patrick Patrikios |
| 2018 | Sigala               | Brighter Days                   | All for Love (featuring Kodaline)                     | Bruce Fielder, Steven Garrigan, Moon Willis |
| 2018 | Jess Glynne          | Always in Between               | 1, 2, 3                                               | Jessica Glynne, Janee Bennett, Jordan Thomas, Jonathan Mensah |
| 2018 | Olly Murs            | You Know I Know                 | Footsteps                                             | Oliver Murs, Thomas Barnes, Peter Kelleher, Benjamin Kohn |
| 2018 | Zayn                 | Icarus Falls                    | Talk to Me                                            | Zayn Malik, Alexander Oriet, David Phelan, Fredrick Wexler |
| 2019 | Lost Kings           | Paper Crowns EP                 | Don't Kill My High (feat. Wiz Khalifa e Social House) | Nicholas Schanholz, Robert Abisi, John Ryan II, Ruth-Anne Cunningham, Ian Franzino, Andrew Haas, Sabrina Bernstein, Ilsey Juber, Alexander Izquerdio, Marcus Lomax, Cameron Thomaz, Michael Foster, Charles Anderson |
| 2019 | Backstreet Boys      | DNA                             | Chateau                                               | Cole Citrenbaum, Stephen Wrabel, Stuart Crichton, Michael Pollack |
| 2019 | Backstreet Boys      | DNA                             | OK                                                    | Stuart Crichton, Jason Dean, Joseph Kirland |
| 2019 | Stephen Puth         | –                               | Half Gone                                             | Stephen Puth, Ian Franzino, Andrew Haas |
| 2019 | Louis Tomlinson      | Walls                           | Don't Let It Break Your Heart                         | Louis Tomlinson, Stuart Crichton, Cole Citrenbaum |